# 트웰브 미닛
트웰브 미닛(Twelve Minutes, 12분)은 루이스 안토니오가 개발하고 안나푸르나 인터랙티브가 배급한 어드벤처 게임으로, 2021년 8월 19일 마이크로소프트 윈도우, 엑스박스 원, 엑스박스 시리즈 X/S용으로 출시되었다. 이 게임의 배경은 대부분 작은 아파트 스위트룸이며 플레이어는 미스터리 풀기를 시도하기 위해 12분 사이클의 여러 이벤트를 통해 반복되는 플레이해야 한다.

## 게임플레이
트웰브 미닛은 톱다운 시점에서 플레이되며 한 남편과 한 아내가 함께 생활하는 아파트 스위트룸을 배경으로 한다. 목소리는 제임스 맥어보이와 데이지 리들리가 맡았다. 이 배경에는 주 거실/부엌, 침실, 화장실, 벽장이 있다. 플레이어 주인공은 남편으로, 어드벤처 게임 스타일의 사건들 속에서 여러 행동을 자유롭게 취할 수 있다. 처음 10분은 특정한 행동을 취하지 않는 사이 남편은 그의 아내가 임신한 것을 알게 된다. 스스로가 경찰이라고 주장하는 자(목소리: 윌럼 더포)가 아파트에 도착하고 수년 전 자신의 아버지를 살인한 혐의를 아내에게 씌운다. 그리고 그녀를 체포하고 남편을 쓰러트리고 아내와 아내의 뱃속 아이까지 살해한다.
시간은 남편이 아파트에 들어가는 시점으로 초기화되며 플레이어는 이제 왜 경찰이 그녀에게 살해 혐의를 씌우는지, 체포를 막을 방법은 무엇인지, 또 루프를 끝내기 위한 방법을 찾기 위한 가능한 여러 방법을 알아내려고 시도한다. 아내나 남편이 죽거나 남편이 아파트를 떠나는 경우 시간을 초기화된다. 그러나 플레이어가 목적이 무엇인지에 관한 구체적인 정보를 받지 못하면 상황을 해결한 방법을 탐구해야 한다. 남편은 절박한 체포에 관한 일, 앞으로의 루프에서 다른 동작을 수행하기 위해 이 정보를 사용할 수 있는 점 등 이전 루프의 지식을 알고있는 유일한 등장인물이다. 이 게임플레이 루프는 젤다의 전설 무쥬라의 가면과 비교된다. 메인 루프가 실시간으로는 단지 10분만 소요되지만 게임은 플레이어의 완수에 6~8시간 소요될 것으로 예측된다.

## 개발
루이스 안토니오는 록스타 게임스와 유비소프트의 전 아티스트였으며 인디 게임 개발을 추구하기 위해 이 회사들을 떠났다. 2012년에는 2016년 게임 위트니스의 개발을 돕는데 시간을 보내다가 자신만의 게임을 만들기로 했다. 그의 첫 게임의 경우 일련의 의사 결정, 그리고 어떻게 이러한 선택이 다른 사용자들에게 영향을 미치는지를 탐구할 타이틀을 원했다. 또, 안토니오는 대부분의 비디오 게임들이 루프 기반으로 개발된다고 생각했는데, 플레이어 캐릭터가 죽으면 이전 죽음으로부터의 지식을 이용하여 플레이어가 게임을 더 진척시킬 수 있고 이것이 트웰브 미닛의 타임 루프의 개념이 되었다.
처음에는 24시간 이상 작은 동네를 게임 배경으로 하려 했지만 이는 자신에게 범위가 너무 크다고 판단하여 단독 아파트 스위트룸과 훨씬 더 짧은 시간으로 규모를 줄였다. 게임 디자인 대부분은 영화 감독 스탠리 큐브릭의 영향을 받았으며 아파트의 로비의 카페트 패턴 큐브릭은 영화 샤이닝의 오버룩 호텔에 사용된 것을 참고했다. 사랑의 블랙홀, 메멘토, 이창 등의 영화로부터도 영향을 받았다. 또, 안토니오는 주연 맥어보이가 다른 것들을 바로잡으려고 하다가 상황을 더 악화시켰던 영화 필스에서도 영향을 받았다. 알프레드 히치콕, 데이비드 핀처 등 심리 스릴러를 확립하는데 도움을 주었던 다른 영화 감독들 또한 이 게임의 디자인에 영향을 주었고 안토니오는 광고사 mOcean과 함께 게임의 포스터를 이 감독들의 영화에 경의를 표하는 방식으로 디자인했다.

## 평가
트웰브 미닛은 리뷰 애그리게이터 메타크리틱에 따르면 마이크로소프트 윈도우와 엑스박스 시리즈 X 기준으로 대체적으로 호의적인 평을 받았다.
고지마 히데오는 인사이드 이후로 게임에 이렇게 빠져는 것은 처음이라고 언급하였으며 다른 어드벤처 게임을 만드는 것을 고려하는데 영향을 주었다.
일부 평론가들은 가정내 폭력의 비중에 대해 큰 비판을 표했다. 코타쿠의 레나타 프라이스는 잘 만들어졌을 경우 이러한 유형의 폭력을 스토리에 포함시키는 것이 가능하긴 하겠지만 12분 안에 포함시킨 것은 가식적이고 소모적이었다고 언급했으며 반전은 끔찍한 것으로 여겼다.
폴리곤의 사밋 사카르에 따르면 폴리곤의 직원들은 게임 스토리를 이어나가기 위해 폭력이 필요했는지 양분되었으나 사카르는 게임 시작 시 폭력이나 기타 문제가 될만한 주제와 관련한 어떠한 면책도 없었다는 점을 염려하였다. 트웰브 미닛은 보이프렌드 던전과 거의 동시에 출시되었다. 두 게임 모두 폭력을 마주치기 앞서 플레이어에게 알려야 하는 적절한 게임 내 콘텐츠 경고문이 필요한 예시로 간주되었다.